# 科雷吉多島戰役 (1945年)
科雷吉多島戰役發生於1945年2月16日至2月26日，是美國攻擊科雷吉多島上利用原美國遠東軍建立的要塞防守的日軍，以收復該島。
這個島嶼要塞被美軍稱為「岩石」或「東方直布羅陀」，本戰役與收復馬尼拉及巴丹半島，標示著美國及菲律賓洗刷了1942年5月6日整個菲律賓群島陷落的恥辱。

## 背景

### 科雷吉多島戰役
日軍是在1941年12月29日發動空襲展開對科雷吉多島的進攻，數日後道格拉斯·麥克阿瑟將軍，將總部搬到島上，但最猛烈的進攻是從卡威的及之後從巴丹半島的炮轟，當在巴丹半島的美軍與菲律賓軍於1942年4月9日投降後，日軍便集中力量炮轟本島及其供電設施。
島上的隧道系統能通往每一個山頭據點，這些據點用以保衛全島，但防守工作卻暴露於敵人的空中轟炸中，到5月4日，島上大部份大炮被毀及供水設施受損，因此淡水供應不足，包圍導致大量死傷，猛烈圍攻的炮火令日軍在第2天晚上嘗試登陸，但守軍頑強抵抗，三分之二的登陸艦艇被擊沉，日軍共有900人陣亡及1,200人受傷，而美軍亦有800人陣亡及1,000人受傷。

### 收復策略
在1945年的科雷吉多島，雖然對日軍在防衛戰略上的重要性不及它在1942年初對美軍這麼重要，但它扼守在馬尼拉灣的入口，因此，美軍參謀人員計劃對它發動一次獨立的進攻。
麥克阿瑟將軍的戰略是結合兩棲協同及空降行動，這是現代軍事策略中最複雜的一個方法以收復此島，雖然此戰略在之前的呂宋島登陸中非常有效，但空降部份風險很大，空降場範圍非常細小，只有5平方英哩，而且島上成蝌蚪狀的外型亦使全島缺乏適合的理想地點作為空降場。
最複雜的是要求空降部隊在一個名叫頂邊的高地上空降，這裡地形十分崎嶇，麥克阿瑟的參謀人員對計劃十分猶豫，但他們也沒有其他更好的選擇，除頂邊高地外，日軍能孤立所有可能的登陸地點，他們估計日軍估不到美軍實施直降行動的。
收復岩石島的任務交給美軍第11空降師之由佐治·M·鍾斯指揮的第503傘兵團及由羅斯科·B·伍德拉夫指揮的美軍第24步兵師負責，他們是攻佔民都洛島時的原班人馬。

## 戰況

### 轟炸

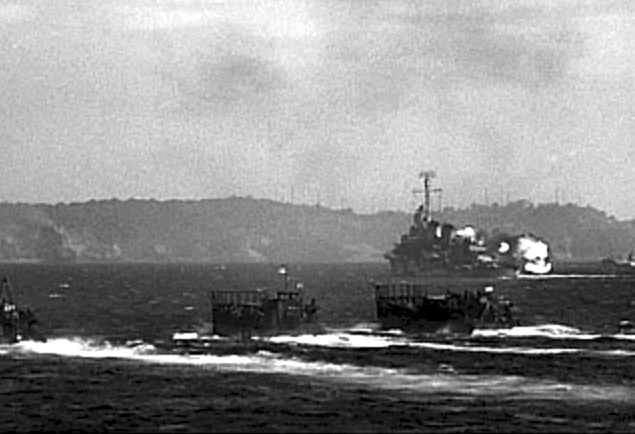
在登陸收復科雷吉多島時，美國海軍戰艦提供炮火支援

1945年1月23日，美軍發動對科雷吉多島的轟炸，直至2月16日，美國陸軍航空軍的重型轟炸機在島上共投下595噸炸彈，從轟炸開始至2月24日，估計共成功進行了2,028次轟炸，投下了3,163噸炸彈。
2月13日，美國海軍開始炮轟該島，巡洋艦及驅逐艦包圍海岸及分散了日軍的炮火反擊，翌日掃雷艦亦在附近海面上掃除水雷，之後又多進行了三天的攻擊以軟化防守。
2月16日日出時，一批B-24轟炸機對該島進行1小時的低空轟炸，而A-20轟炸機則在登陸中提供空中支援。

### 在高地上空降
2月16日早上8時33分，只比預定時間晚了3分鐘，在空降地區上空面臨16-18海浬的風速，從民都洛島飛來的第503傘兵團首批1,000名傘兵在美國陸軍航空軍第13大隊的C-47運輸機上跳傘降落，在高地西面的日軍健武集團司令冢田喜智理中將非常震驚，不過部份傘兵被吹到在日軍控制區內，雖然面對逆風，但沒有任何傘兵淹死，但部份傘兵卻未能通過敵人控制區爬上懸崖，或跌落附近岩石，而在威勒角（Wheeler Point）附近需要被援救。
雖然轟炸及海軍炮轟分散了守軍，但傘兵們難以集結又立即遭到了日軍攻擊，傘兵及步兵們在戰鬥中面對的都是決心死守的日軍。

### 萬歲球場戰役
最兇猛的戰鬥於2月18日晚上至2月19日早上出現在威勒角，第503傘兵團第2營D及F連士兵穩定下來進入防守位置。在18日這個黑暗無月的晚上，500名日本海軍士兵突然衝出軍械庫及攻擊美國及菲律賓軍，雙方經過3小時的戰鬥，在附近海面上海軍炮火支援下，美軍擊敗日軍，日軍共有250人陣亡，而美軍第503傘兵團第2營F連則有14人陣亡及15人受傷，這是日軍在島上的最後一次反擊行動。

### 攻佔馬林塔山

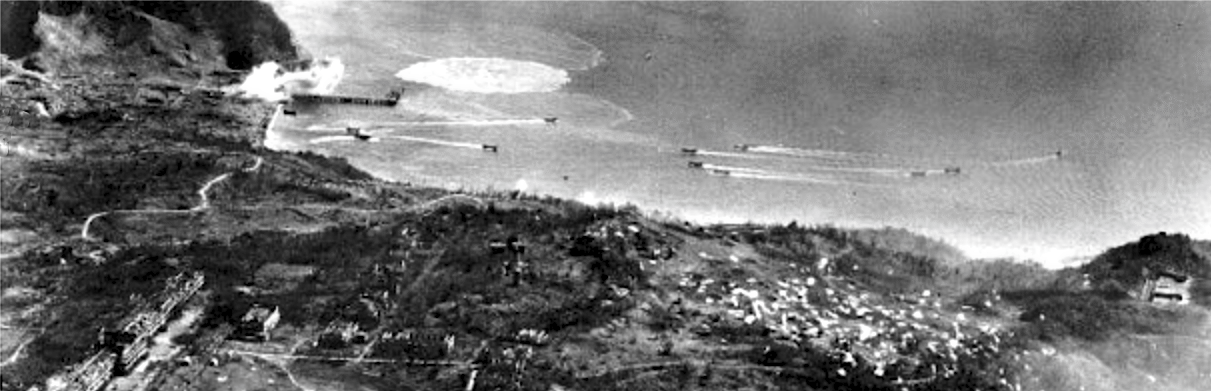
第34步兵團在聖何塞登陸

在空降作戰之同時，第24步兵師第34步兵團第3營首批士兵在科雷吉多島東面聖何塞一個名叫黑灘的海灘登陸及建立了灘頭陣地，美軍成功的粉碎了日軍有組織的抵抗及在向內陸進攻時只受到微弱抵抗，一部份日軍逃入內陸伏擊前進的美軍。
第3營的K及L連控制了道路及馬林塔山南面及北面的出入口，而A連則佔領了輸水管附近地區，I連佔領了港口北面船塢，他們用坦克及火焰噴射器把日軍圍困在隧道裹而其他單位則向內陸進攻，經過連續8天的戰鬥，至2月23日他們完成了任務及擊斃超過300名日軍。
2月21日晚上9時30分，馬林塔山突然發生了有如火山爆發一樣的爆炸，隧道內的日軍在爆炸後突然衝出，但被美軍擊退，2天後日軍再有一次類似的攻擊，之後美軍進入隧道內，內裹滿佈易燃氣體，因此發生爆炸，最後美軍封閉了隧道出口。
之後日軍再沒有任何有組織的抵抗，但個別的零星戰鬥則持續至2月26日美軍正式宣佈攻佔全島為止。

## 總結
大批日軍士兵在從島上游泳逃出時溺斃，估計數千名日軍在地下被掩埋，大部份都是在馬林塔山，他們寧死也不投降，只有少數日軍成為俘虜。
3月1日，島上的港口重新開放給盟軍船隻使用，6天後的3月7日，麥克阿瑟將軍到島上的要塞參觀。
第503傘兵團在戰事中共有169人陣亡及531人受傷，而第34步兵團有38人陣亡及153人受傷，有210位士兵在空降時意外而死亡。
在最近數年，根據日本方面的資料顯示，日軍於美軍登陸時在島上大約有6,700人，其中只有50人生還，另外有19人被俘，不過還有另外20人在戰後的1946年1月1日出現。
1942年科雷吉多島的陷落，超過11,000名美國及菲律宾士兵在之後的死亡行軍中死亡，令麥克阿瑟覺得自己要負上道德上的責任以解放菲律賓群島，於戰役中他表現出果斷的態度領導美國及菲律賓聯軍。對美國士兵來說，收復科雷吉多島除戰略上的需要外，有更重要的一層意義，因為本島已經變成美國歷史一個重要標誌，是美軍在太平洋戰爭初期的失敗最後一個失陷的地方。
今天科雷吉多島已成為菲律賓首要的旅遊聖地之一，島上遺留下來破舊的大炮及重要的戰爭遺址大都已復舊而成重要的歷史遺跡。

## 附錄
1. ↑  from gloucesterize — a new verb coined for intense pre-invasion bombings, after the same procedures were made prior to the Marine landings on Cape Gloucester, New Britain in December 1943

## 外部連結
- Corregidor.Org: 503rd PRCT on The Rock （页面存档备份，存于）
- Corregidor.Org: Rock Force, We Storm Corregidor by Jan Valtin
- Corregidor.Org: Bloody Corregidor Battle Remembered by David Brown
- U.S. Army Center of Military History: World War II Medal of Honor Recipients A-F （页面存档备份，存于）
- U.S. Army Center of Military History: World War II Medal of Honor Recipients M-S （页面存档备份，存于）